# Mestra
Mestra (altgriechisch Μήστρα Mḗstra) ist die Tochter des thessalischen Prinzen Erysichthon und eine Enkelin des Triopas, eines Sohnes Poseidons.
Dieser hatte seine Urenkelin einst entjungfert und ihr die Gabe der Verwandlung geschenkt. Erysichthon verstieg sich dazu, eine der Demeter bzw. Ceres heilige Eiche zu fällen. Daraufhin bestrafte die Göttin der Fruchtbarkeit ihn mit unstillbarem Hunger. Um Geld für den Nahrungserwerb zu bekommen, verkaufte Erysichthon Mestra, die sich in eine Stute, einen Vogel, eine Kuh und eine Hirschkuh verwandelt hatte, an Käufer, denen sie nach dem Kauf davonlief, bis ihr Vater sich schließlich selbst zerfleischte.
Mestra war die Gattin des Autolykos.